# براندان مون
براندان مون (بالإنجليزية: Brendan Moon)‏ هو لاعب اتحاد الرغبي أسترالي، ولد في 10 أكتوبر 1958 في ملبورن في أستراليا.

## وصلات خارجية
- براندان مون عل موقع إسبنسكروم (الإنجليزية)